# Миякэ, Иссэй
Иссе́й Мия́ке, также Иссэй Миякэ (яп. 三宅 一生 Миякэ Иссэй, 22 апреля 1938, Хиросима — 5 августа 2022) — японский модельер и дизайнер, основатель модного дома Issey Miyake. Представитель концептуальной моды, приверженец инновационного и одновременно функционального дизайна с применением новых технологий.

## Биография

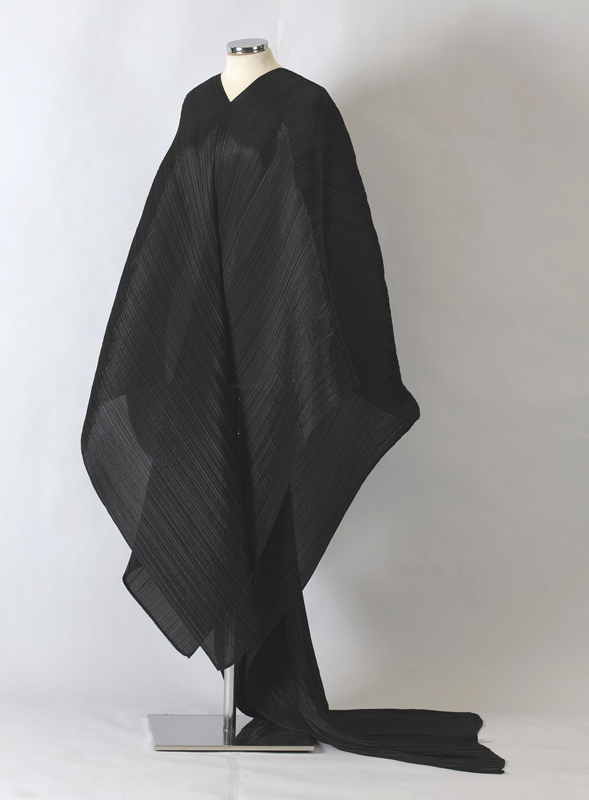
Ансамбль из плиссированной ткани, 2004.

Иссей Мияке родился 22 апреля 1938 года в Хиросиме, в Японии. 6 августа 1945 года, будучи семилетним ребёнком, он стал свидетелем американской ядерной бомбардировки Хиросимы.
Изучал графический дизайн в токийском Университете искусств Тама, который закончил в 1964 году. Затем работал в Париже и Нью-Йорке. В 1970 году, вернувшись в Токио, основал Студию дизайна Мияке, где начал конструировать женскую одежду. Своей целью поставил создание «новой универсальной формы одежды, которая отвечает требованиям нашего времени». Ещё в начале карьеры сформулировал концепцию «куска ткани» (A Piece of Cloth), когда в попытке сохранить целостность материала предпочтение отдаётся максимально простому крою, а способ ношения и вид драпировки остаётся за клиентом. Создавая практичные вещи «для реальной жизни», в то же время утверждал, что «одежда относится к сфере визуальной культуры, а не утилитарных вещей» и должна стимулировать воображение.
В начале 1980-х Мияке начал представлять свою одежду в Париже — его модели, свободно сидящие и андрогинные, шли вразрез с модными тенденциями того времени, а минималистичный дизайн его бутиков напоминал скорее галерейное пространство. В 1982 году журнал Artforum, посвящённый проблемам современного искусства, впервые поместил на своей обложке фотографию модного предмета — это был корсаж, созданный Мияке — тем самым поставив работу в жанре «искусства одежды» в один ряд с произведениями изобразительного искусства.
В конце 1980-х годов начал экспериментировать с различными методами плиссировки, ища метод, который бы позволил облегчить как производство одежды, так и её ношение и уход за ней.
В 1996 году появилась одна из наиболее известных работ Мияке — плиссированная туника с репродукцией «Источника» Энгра в полный рост была создана в рамках линии Pleats Please в сотрудничестве с художником Ясумасой Моримурой.
Мияке предпочитал командную работу и на протяжении карьеры всегда работал в сотрудничестве. Для того, чтобы полностью посвятить себя дизайну, в 1994 и 1999 годах соответственно он передал управление дизайном мужской и женской линий одежды своему партнёру, Наоки Такидзаве. В 2007 году Наоки Такидзава, при поддержке Issey Miyake Group, открыл свою собственную компанию. В качестве креативного директора дома Issey Miyake ему на смену пришёл Дай Фудзивара.
Мияке сотрудничал с хореографом Биллом Форсайтом и его танцовщиками. В 2000-х годах работал над такими проектами, как «132 5» — трёхмерные вещи и аксессуары, в основу дизайна которых заложен принцип оригами и A-POC making — одежда-конструктор без швов, которая производится из одного рулона материала, размеченного по лекалам, созданным с помощью компьютерной программы.
В 2004 году основал в Токио фонд собственного имени — The Miyake Issey Foundation, который организует различные выставки, издаёт литературу и также управляет исследовательским центром дизайна 21-21 Design Sight, открытым в токийском квартале Роппонги в марте 2007 года. Центр возглавляли Мияке и четыре других дизайнера.
В 2007 году вышел на пенсию, после чего все коллекции, выпускаемые под его именем, стали разрабатываться другими сотрудниками. Тем не менее дизайнер продолжал лично следить за общим направлением выпускаемых линий.
Скончался 5 августа 2022 года.

## Торговые марки и линии

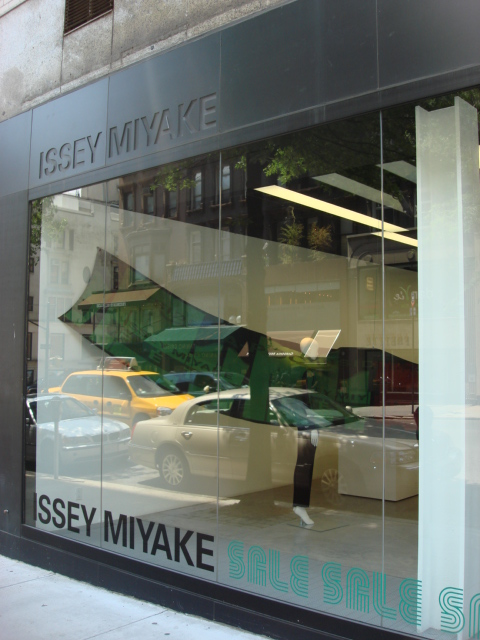
Витрина бутика Issey Miyake на Мэдисон-авеню в Нью-Йорке

- Issey Miyake — основная линия одежды, подразделяется на мужскую и женскую коллекции. Дизайнер Дай Фудзивара.
- Issey Miyake Fête — яркая женская линия, использующая методы плиссировки Pleats Please (с 2004 года).
- Pleats Please Issey Miyake — женская одежда из джерси и полиэстра.
- HaaT (санскр. «деревенский рынок») — женская линия бывшего дизайнера дома Miyake Макико Минагавы.
- A-POC — женская и мужская коллекция, изготавливаемые на заказ.
- me Issey Miyake — линия рубашек одного размера, растягивающихся под нужный размер.
- Issey Miyake Watches — мужские и женские наручные часы.
- Issey Miyake Perfumes — линия ароматов для мужчин и женщин.
- Evian by Issey Miyake — лимитированный выпуск минеральной воды Evian в бутылках собственного дизайна.
- Вао Вао Issey Miyake — линия сумок и мешочков с темой «форм, сделанных случайно» (с 2000 года).
- ELTTOB TEP Issey Miyake (фраза Pet Bottle, написанная наоборот) — бутик Issey Miyake в Осаке, представляющий все линии.
- Духи и парфюмерия.

## Признание и награды
- 2006 — Премия Киото